# Edward Glaser
Edward Glaser (* 26. Dezember 1918 in Wien; † 29. August 1972 in Ann Arbor) war ein US-amerikanischer Romanist, Hispanist und Lusitanist.

## Leben und Werk
Glaser studierte bis 1938 in Wien. Dann floh er vor dem Anschluss Österreichs nach Argentinien. Nach sechs Jahren ging er in die Vereinigten Staaten, leistete dort Militärdienst und studierte an der Wayne State University in Detroit (Abschluss 1948). Er promovierte 1951 an der Harvard University mit der Arbeit Los Argentinos vistos por sí mismos.

Glaser  lehrte an der Harvard University  als Instructor (von 1951 bis 1954) und als Assistant Professor of Spanish (von 1954 bis 1959). Dann ging er an die University of Michigan in Ann Arbor als Associate Professor of Spanish and Portuguese,  ab 1962 als Full Professor.

## Weitere Werke
- Estudios hispano-portugueses. Relaciones literarias del siglo de oro, Valencia 1957
- (Hrsg.) Fray Héctor Pinto, Imagen de la vida cristiana, Barcelona 1967
- (Hrsg.) The cancionero Manuel de Faria, Münster 1968
- (Hrsg.) The "Fortuna" of Manuel de Faria e Sousa. An autobiography, Münster 1975